# Antropologia interpretatywna
Antropologia interpretatywna – jeden z nurtów współczesnej antropologii kulturowej, bliski antropologii refleksyjnej. Charakteryzuje się położeniem nacisku na osobę badacza, jego przeżycia i jego „nieprzezroczystość”. Według antropologii interpretatywnej należy się skupić bardziej na interpretacji kultury, niż na doszukiwaniu się jej struktur. Opiera się przede wszystkim na badaniach z wykorzystaniem metod jakościowych, odrzuca obiektywizujące założenia funkcjonalizmu. 
Do najwybitniejszych przedstawicieli należą Clifford Geertz i James Clifford.